# 短頭深海狗母魚
短頭深海狗母魚（学名：Bathypterois grallator）為輻鰭魚綱仙女魚目青眼魚亞目爐眼魚科的一種，分布於東大西洋區，從地中海至幾內亞灣；西大西洋區，從美國至加勒比海、巴西；西印度洋莫三比克、南非海域，屬深海底棲性魚類。可以透過腹鰭與尾鰭的特化鰭條直立於遠海沉積物上，逆著海流張開胸鰭，透過胸鰭上的延伸鰭條來感測獵物，以蝦、小魚或小型甲殼類為主食。為雌雄同體，至少有18個種類屬於深海狗母魚屬，其中有數種與短頭深海狗母魚擁有類似的外表與行為，短頭深海狗母魚數其中最大者，一般體長約為30 cm（12英寸），最長可達43.4 cm（17.1英寸）。

## 描述
短頭深海狗母魚在腹鰭與尾鰭上擁有特化的長鰭條，身長最長可達43.4 cm（17.1英寸），但是其魚鰭則可延伸超過1米（3英尺3英寸）。大部分時間會利用長鰭條直立於海床上，等待食物經過。雖然用來直立的魚鰭看起來十分僵硬，但是短頭深海狗母魚卻仍然擁有不差的游泳能力，而且此時的魚鰭看來十分柔軟，科學家推測牠們可能可以透過注入液體與否來進行魚鰭柔軟度的調節。

## 棲息
短頭深海狗母魚廣泛分布於北緯40°至南緯40°的太平洋、大西洋與印度洋中，與巨烏賊、深海鮟鱇魚、黑叉齒龍鰧等深海魚一同棲息在878至4,720米（2,881至15,486英尺）的深海之中。

## 繁殖
短頭深海狗母魚同時具有雄性與雌性的生殖器官。當兩條短頭深海狗母魚相遇時就會進行交配。但當找不到對象時，短頭深海狗母魚也能自己製造卵和精子繁殖後代。

## 外部連結
- 短頭深海狗母魚影片與介紹(英文) （页面存档备份，存于）